# Lucija Polavder
Lucija Polavder (15 de dezembro de 1984) é uma judoca eslovena. 
Foi medalhista olímpica, obtendo um bronze em Judô nos Jogos Olímpicos de Verão de 2008, Pequim. Perdeu a semi-final para a japonesa Maki Tsukada e obteve a medalha de bronze ao derrotar a coreana Kim Na-young.
Nas Judô nos Jogos Olímpicos de Verão de 2004 em Atenas não conseguiu passar da primeira luta.
Tornou-se a segunda judoca eslovena a conseguir uma medalha olímpica, após Urška Žolnir em 2004.